# Björkhultsjön, Östergötland
Björkhultsjön är en sjö i Kinda kommun i Östergötland och ingår i Motala ströms huvudavrinningsområde. Sjön har en area på 0,133 kvadratkilometer och ligger 202,2 meter över havet.

## Delavrinningsområde
Björkhultsjön ingår i det delavrinningsområde (641627-148722) som SMHI kallar för Inloppet i Verveln. Medelhöjden är 189 meter över havet och ytan är 13,16 kvadratkilometer. Det finns inga avrinningsområden uppströms utan avrinningsområdet är högsta punkten. Vervelån som avvattnar avrinningsområdet har biflödesordning 3, vilket innebär att vattnet flödar genom totalt 3 vattendrag innan det når havet efter 201 kilometer. Avrinningsområdet består mestadels av skog (89 procent). Avrinningsområdet har 0,22 kvadratkilometer vattenytor vilket ger det en sjöprocent på 1,7 procent.